# Myotis californicus
Espèce
Statut de conservation UICN

 LC  : Préoccupation mineure
Myotis californicus ou Vespertilion de Californie est une chauve-souris de la famille des Vespertilionidae vivant aux États-Unis et au Mexique.

## Morphologie
C'est une petite chauve-souris de 6 à 8 cm de long, au poil marron, de chamois à brun. Le dos présente souvent des reflets jaunâtre ou roussâtre. La base du poil est toujours plus foncée que l'extrémité. Les oreilles et la membrane des ailes sont sombres. Les pieds sont relativement très petits.

## Répartition et habitat

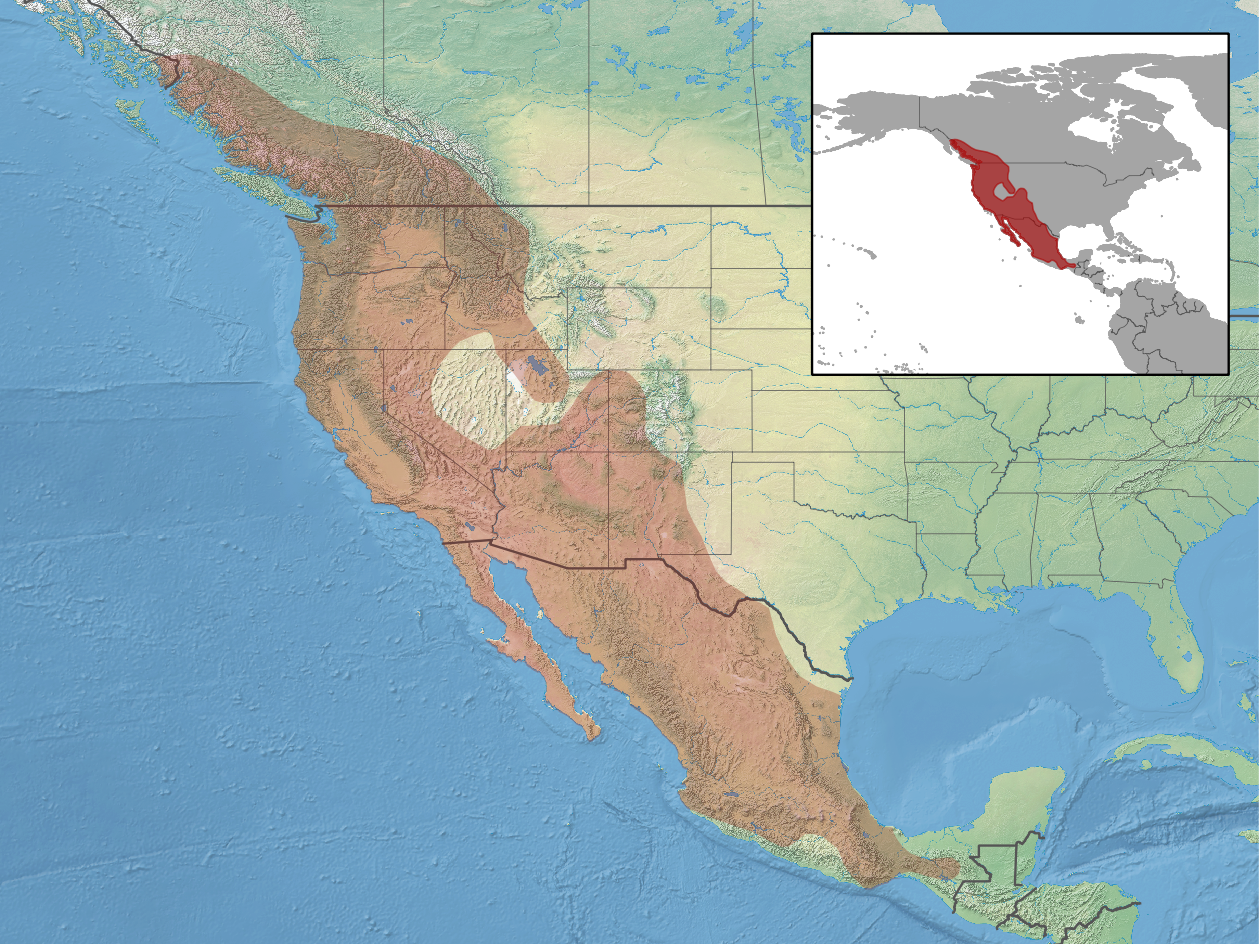
Répartition de l'espèce.

Elle vit dans des crevasses, des arbres creux, des cavernes voire dans des bâtiments humains, dans des zones rocheuses désertiques ou semi-désertiques.
Sa répartition va du Nord-Ouest américain (État de Washington) jusqu'au Mexique.

## Comportement

### Comportement social
On la rencontre généralement seule ou en petite colonies.

### Alimentation
Insectivore, elle chasse ses proies de nuit, généralement à assez basse altitude, par exemple au niveau des plus basses branches des arbres.

## Liste des sous-espèces
Selon MSW:
- sous-espèce Myotis californicus californicus
- sous-espèce Myotis californicus caurinus
- sous-espèce Myotis californicus mexicanus
- sous-espèce Myotis californicus stephensi